# Piedra Ancha
Piedra Ancha es una localidad del municipio de San Luis Acatlán, en el Estado de Guerrero, México.
Es una pequeña localidad con alto grado de marginación, desnutrición y analfabetismo. Es una de las comunidades pertenecientes al municipio de San Luis Acatlán y se encuentra dentro del estado de Guerrero en la Región Costa Chica.
Se rige por Usos y Costumbres, cuenta con un escuadrón de policía local, un comisario quien es la autoridad máxima en la localidad, y un comisariado encargado de los asuntos agrarios y parcelarios.

## Historia
Localidad perteneciente al municipio de San Luis Acatlán ubicado en la Región Costa Chica en el estado mexicano de Guerrero. Fue fundada alrededor del año 1900 por las familias Guzmán y Flores provenientes de la Región La Montaña, más tarde arribaron diferentes familias tales como Soriano, Navarrete, Pantaleón, García, Tolentino, Garzón, entre otros.
Actualmente cuenta con una población aproximada de 386 personas, de las cuales 203 son masculinos y 183 femeninas, hay un total de 68 hogares de los cuales 27 tienen piso de tierra y unos 8 consisten de una sola habitación. 28 de todas las viviendas tienen instalaciones sanitarias y 47 tienen acceso a la luz eléctrica.

## Principales actividades económicas
Las principales actividades económicas son la agricultura, pesca y venta de leña. Estas actividades no permiten ingresos suficientes para las familias piedranchenses, por tal motivo la mayoría de los habitantes son campesinos y cultivan casi toda su alimentación básica.
Dentro de cada actividad de producción para consumo personal, existen:
Agricultura
Producción de maíz, calabaza, frijol, sandía, melón, chile verde o criollo, jitomate criollo, entre otros.
Ganadería
Producción de queso de rancho, venta de leche bronca, venta de vacuno, caprino y avícola en peso vivo y muerto.
Maderera
Venta de leña seca (combustible), venta de postes para cercado y en menor medida, venta de madera para techo.

## Cultura y tradiciones
Al igual que la mayoría de las comunidades de la Región Costa Chica, Piedra Ancha se caracteriza por celebrar las tradiciones típicas, entre las que se encuentran:
- 1 de enero; Año Nuevo.
- 6 de enero; Levantamiento del Niño Dios.
- 15 de marzo; Aniversario del Santísimo Sacramento del Altar.
- 25 de abril; Subida al Cerro San Marcos.
- 10 de mayo; Día de las madres, festejo de la Virgen María.
- 25 de julio; Festejo al Señor Santiago Apóstol.
- 31 de octubre; Día de Muertos (angelitos).
- 1 y 2 de noviembre; Día de Muertos (adultos).
- 11 de diciembre; Festejo Patronal de la Virgen de Guadalupe.
- 25 de diciembre; Navidad y velación del Niño Dios.

Música.  La población piedranchense es muy alegre. Se caracteriza por su gente bailadora y fiestera. En bailes y bodas es común danzar al ritmo de las cumbias de la región amenizadas por grupos musicales o por los ahora ya populares "sonidos" 
Destacan grupos como Organización Magallón, Bertín Gómez y su Condesa, Musical Magallón, La Luz Roja de San Marcos, Los Bennis de Jolotichán y algunos más.
Comida.  Mole rojo de pollo o guajolote acompañado de tamales nejos envueltos en hojas de cacao o clabellino, menudo y caldo de venado, mole y caldo de iguana verde y/o negra, tamales rojos de pollo envueltos en hojas de plátano, tamales dulces (chocos), tamales de elote, caldo de res, birria de armadillo, barbacoa estilo guerrero (horno enterrado o de pozo), memelitas de elote, de manteca o frijol, sopa de chipiles o hierbamora, etc.
Bebidas. Aguasfrescas de horchata, jamaica, tamarindo, limón, etc., chilate, atole de arroz, de piña, de tamarindo, de ciruela cilvestre también conocida como ciruela agria o de monte, champurrado, chocolate casero y más.

## Educación
Esta comunidad cuenta con graves problemas de analfabetismo, pues solo 3 de cada 15 egresados de educación primaria continúan estudios profesionales. Existen un Preescolar Rural o Jardín de Niños "Tonatiuh", Una Primaria Rural "José Ma. Morelos y Pavón", y una Telesecundaria "María de Lourdes Chavelaz Cruz". Quienes estudian educación media superior, emigran a la cabecera municipal y quienes estudian una carrera profesional tienen que salir fuera de su municipio.

## Religión
La mayoría de la población es completamente católica con excepción de aproximadamente tres familias. Los domingos la mayoría de los habitantes arriban a la capilla para escuchar La Palabra (rito católico de nivel inferior a la Misa en el que se celebra la eucaristía). Los jueves por la mañana se reúne la Legión de María y por las tardes celebran La Hora Santa. En los sábados son comunes las visitas domiciliarias de los Testigos de Jehová y en raras ocasiones de Evangélicos.